# Anyphops barbertonensis
Anyphops barbertonensis is een spinnensoort uit de familie van de Selenopidae.
De wetenschappelijke naam van de soort werd in 1940 als Selenops barbertonensis gepubliceerd door Reginald Frederick Lawrence.